# Терещенко, Семён Артемьевич
Семён Артемьевич Терещенко (25 мая 1839, Глухов — 1893) — миллионер, директор Глуховского городского банка, владелец Глушковской суконной фабрики.

## Биография
Родился в семье Артемия Яковлевича Терещенко и Ефросиньи Григорьевны Стеслявской (Терещенко). Был женат на Олимпиаде Викторовне Велентей (Терещенко). Учился в Глуховском уездном училище. С 26 октября 1866 года он стал директором Глуховского городского банка. С 26 сентября 1870 года стал чиновником особых поручений в Императорском обществе. В 1871 году был внесен в родословную книгу Курской губернии. Ему принадлежала Глушковская суконная фабрика.

## Семья
У него было трое детей:
- Константин Семёнович Терещенко (1866, Глухов -?)
- Сергей Семёнович Терещенко (1869, Глухов —1894)
- Николай Семёнович Терещенко (1871, Москва — 1919) — промышленник, меценат, шахматист. Расстрелян за контрреволюционную деятельность[1].